# Kråkstad
Kråkstad è un villaggio situato nel territorio del comune di Nordre Follo, nella contea di Akershus (Østlandet, Norvegia). Nel 2018 la popolazione era di 1 093 abitanti.
Si trova nel sud-est del paese, vicino al lago Mjøsa e al fiume Glomma, a breve distanza a nord di Oslo.